# Onthophagus castetsi
Onthophagus castetsi là một loài bọ cánh cứng trong họ Bọ hung (Scarabaeidae).